# Odda

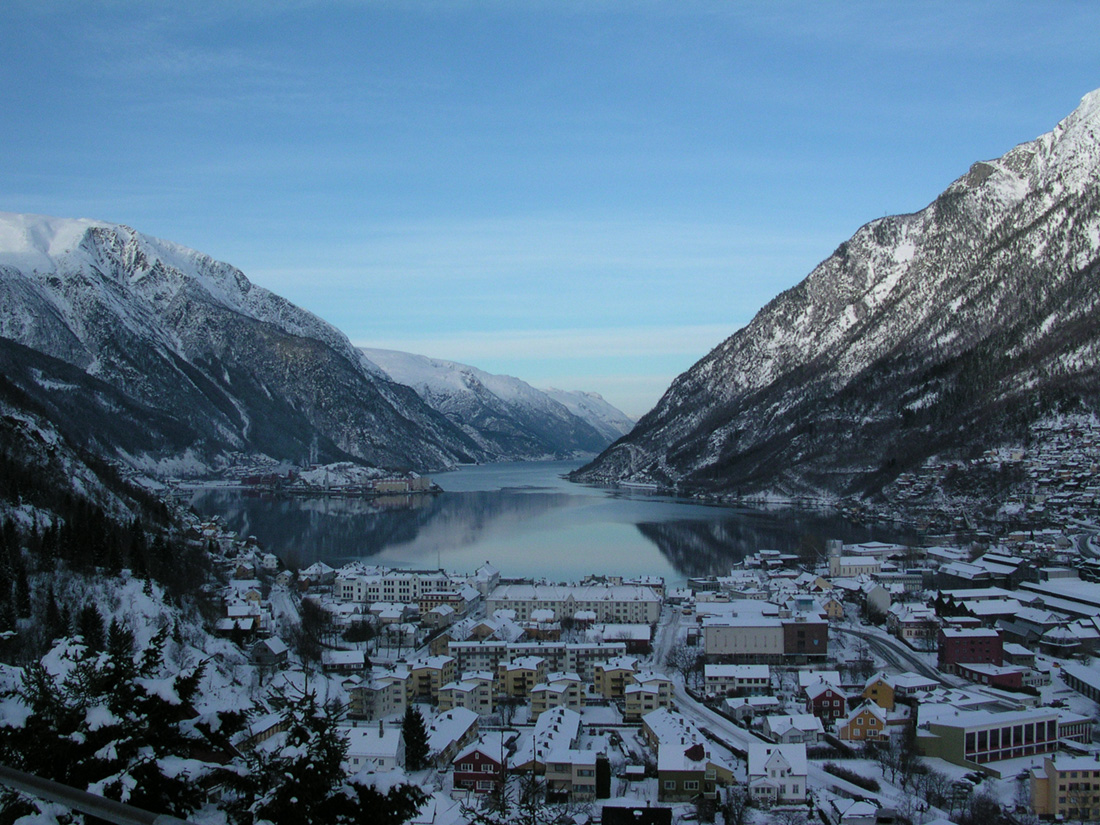
Odda tháng 2 năm 2004.

Odda là một đô thị ở hạt Hordaland, Na Uy.
Odda đã được tách ra từ Ullensvang vào ngày 1 tháng 7 năm 1913 và vào ngày 1 tháng 1 năm 1964 Røldal đã được hợp nhất với Odda. Thị xã Odda là trung tâm dân số của cảnh quan Hardanger, tọa lạc ở cuối Hardangerfjord.
Năm 1927, Erling Johnson, làm việc ở Odda Smelteverk, đã phát minh ra quy trình sản xuất phân bón hóa học. Quy trình này hiện nay được gọi là công nghệ Odda.
Đô thị (ban đầu là một giáo khu) được đặt tên theo nông trang cũ Odda (tiếng Norse cổ Oddi), do nhà thờ đầu tiên được xây ở đó. Tên gọi của làng lấy từ các yếu tố cảnh quan khu vực.